# Boris Pioline
Pour les articles homonymes, voir Pioline.
Boris Pioline, né en 1972, est chercheur au CNRS. Il travaille au sein du Laboratoire de physique théorique et hautes énergies (LPTHE) à Sorbonne Université. Ancien élève de l'École normale supérieure (S 1992), ses travaux portent sur la théorie des cordes.